# Neoelamita II
El Neoelamita II (vers 770-646 aC) és un període de la història d'Elam.
Està documentat a través de la crònica babilònia. El rei Humbannikash (743-717 aC), fill del rei Humbantahra i germà del rei Humbanumena II, va acudir en ajut del rei Merodakbaladan contra l'assiri Sargon II, amb molt escàs resultat, car el seu successor Shutruk-Nakhunte II (716-699 aC), fill d'Humbanumena II va haver de fugir davant els assiris durant un intent d'atac a la regió de Der el 710 aC; dos anys després Sargon II va tornar a derrotar els elamites; finalment el fill de Sargon, Senaquerib, va destronar a Merodakbaladan i va col·locar al tron babiloni al seu propi fill Assurnadinshumi.
Shutruk-Nakhunte fou assassinat per son germà Hallushu que va ocupar el poder per sis anys i és esmentat a la crònica babilònica; després d'alguns enfrontaments amb els assiris el nou rei fou també assassinat i substituït per Kudur (o Kudur-Nakhunte), que aviat va abdicar el tron a favor d'Humbanumena III (692-689 aC) que va reunir un nou exèrcit amb soldats procedents d'Ellipi, Parsumash i Anshan, les quals es van reunir amb els babilonis per lliurar una batalla decisiva a Halule, al Tigris, contra els assiris; cada bàndol es va proclamar guanyador però el cert és que Babilònia fou ocupada per Assíria al cap de dos anys.
El rei Humbanhaltash II (680-675 aC), fill d'Humbanhaltash I (688-681 aC) va abandonar probablement l'aliança babilònia, i el seu germà i successor Urtak (674-664 aC) va mantenir bones relacions amb el rei assiri Assurbanipal (668-627 aC), que el va ajudar enviant menjar durant una fam a Elam. Però les bones relacions amb Assíria també es van deteriorar al cap d'un temps, perquè al final del regnat, Urtak va atacar Mesopotàmia; després d'aquest atac el rei va morir i fou substituït per Te-Umman (664-653 aC) que fou atacat per Assurbanipal que va derrotar i matar el rei a la batalla d'Ulaï el 653 aC.
Assurbanipal va col·locar en el tron amb seu a Madaktu (prop de la frontera amb Mesopotàmia) al fill d'Urtak, Humbannikash II (assiri Ummanigash) que pertanyia al partit favorable a Assíria i havia fugit d'Elam i s'havia refugiat en aquest regne, i a un altre príncep, Tammaritu, a Hidali, a les muntanyes orientals en direcció a Anshan; les dues ciutats eren les principals capitals des de vers el 700 aC mentre Susa havia entrat en decadència.
Aviat Assurbanipal va entrar en guerra amb son germà Shamashumukin, al que havia instal·lat com a rei vassall a Babilònia va retardar la conquesta d'Elam, que d'altra banda va entrar en guerra civil entre els dos reis. Tammaritu va enderrocar a Humbannikash II i es va apoderar de la part occidental del regne, però fou després derrotat per Indabigash, que el va derrotar i el va fer fugir cap a Assíria. El nou rei fou assassinat per Humbanhaltash III el 648 aC.
Van sorgir poders regionals i se sap d'un Umahabua que regnava a Bupil, i un Pa'e que regnava a Bit-Imbi. El 646 aC Assurbanipal va envair Elam va devastar Susiana i va ocupar i saquejar Susa. Després d'aquest fets (que Assurbanipal als seus annals va magnificar) el regne va estar regit per petits sobirans locals amb poc poder.

## Llista de reis
- Humbantahra I (abans del 750 aC)
- Humbanumena II ?-743 aC
- Humbanikash I 743-717 aC
- Shutruk-Nakhunte II (Assiri Shutur-Nahundi; babiloni Ishtarhundu) 717-699 aC
- Hallushu 699-693 aC
- Kudur (Kudur-Nakhunte) 693-692 aC
- Humbanumena III 692-689 aC
- Humbanhaltash I 689-681 aC
- Humbanhaltash II 681-675 aC
- Urtak 675-664 aC
- Te-Umman 664-653 aC
- Humbannikash II 653-652 aC (rei de Madaktu)
- Tammaritu II vers 652-649 aC (653-652 rei d'Hidali)
- Indabigash vers 649-648 aC
- Umahabua (rei a Bupil) vers 648-646 aC
- Pa'e (reis a Bit-Imbi) vers 648-646 aC
- Humbanhaltash III des 646 aC